# Trocadero (bebida)

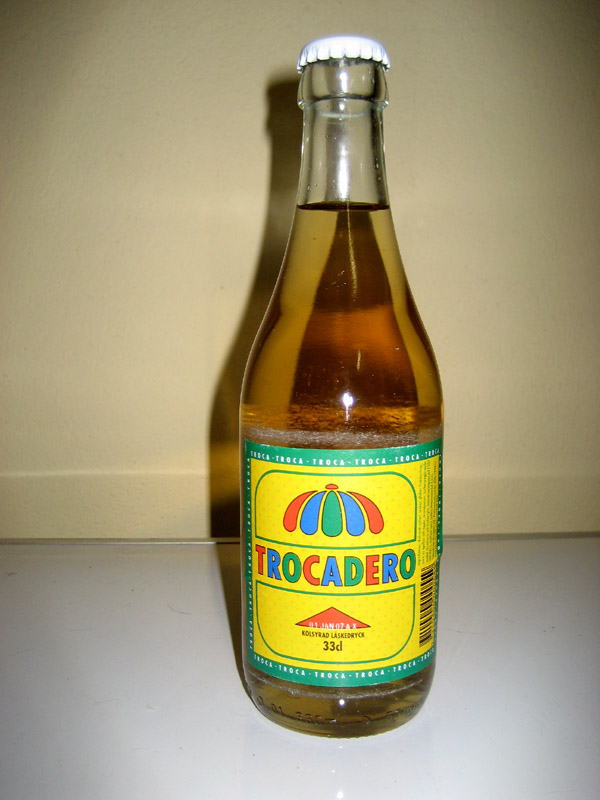
Botella de Trocadero sueco.

Trocadero es un refresco sueco cafeinado con sabor a manzana y naranja. Es especialmente popular en el norte del país. Ha sido producido por Saturnus AB desde 1953. Varias empresas suecas fabrican Trocadero, incluyendo Kopparbergs, Spendrups y Nyckelbryggerier.
Sus ingredientes son agua carbonatada, azúcar, zumo de manzana y naranja, aromas, ácido cítrico, ácido fosfórico, E211 y cafeína.